# Elisha Gray

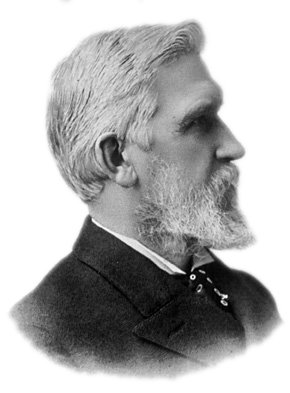
Elisha Gray

Elisha Gray (n. 2 august, 1835 – d. 21 ianuarie, 1901) a fost un inventator american, creatorul releului telegrafic cu autoadaptare (1867), al telegrafului armonic (1874), teleautografului (1888) ș.a. 
În 14 februarie 1876, Gray a depus la Oficiul de Patente al SUA un document (caveat) prin care descria o invenție a unui aparat pentru transmiterea sunetului vocii prin telegrafie, pe care urma să o patenteze. Fără știința lui Gray, Alexander Graham Bell depusesese cu numai două ore mai devreme o cerere de patent pentru un aparat cu același scop. Mai târziu abia s-a descoperit că aparatul descris de Gray ar fi funcționat corect, în timp ce aparatul patentat de Bell nu ar fi funcționat în varianta inițială. După ani de procese, Bell a fost declarat oficial inventatorul telefonului. 